# Himacerus
Himacerus (лат.) — род насекомых из подсемейства Nabinae семейства клопов-охотников (Nabidae). Размеры представителей некоторых видов рода могут лишь немного превышать 1 см. Питаются эти клопы другими насекомыми. Присутствуют в фауне России в том числе в ООПТ. Вид Himacerus apterus включён в Красную книгу Республики Мордовия.

## Виды
- Himacerus apterus (Fabricius, 1798)
- Himacerus boops (Schiødte, 1870)
- Himacerus dauricus (Kiritshenko, 1911)
- Himacerus major (A. Costa, 1842)
- Himacerus mirmicoides (O. Costa, 1834)